# Andrea Schöpp
Pour les articles homonymes, voir Schopp (homonymie).
Andrea Schöpp, née le 27 février 1965 à Garmisch-Partenkirchen, est une championne du monde allemande de curling.
Andrea Schöpp est une septuple championne d'Europe (1986, 1987, 1989, 1991, 1995, 1998, 2009), deux fois championne du monde (1988 et 2010) et championne aux Jeux olympiques d'hiver de 1992 dans l'épreuve de curling aux Jeux olympiques (ne compte pas car ce sport était en démonstration en 1992).
Andrea Schöpp fait ses débuts internationaux en 1980, à l'âge de 15 ans. Elle gagne avec son équipe allemande une médaille de bronze aux championnats d'Europe cette année-là. Elle a également remporté des médailles d'argent aux championnats du monde en 1986 et 1987 et une médaille de bronze en 1989.
En 1991 elle poursuit des études supérieures de statistiques à l'université de Munich et obtint un doctorat en 1996.
En 2006, sa 4e place aux Championnats du monde de curling et son meilleur résultat depuis 1996.
En 2008, Andrea Schöpp et son équipe dirigée par son frère Rainer, remportent la médaille d'or au Championnat d'Europe de curling mixte.
En 2009, elle dirige l'équipe allemande au Championnat du monde de curling féminin 2009
Andrea Schöpp et son équipe ne remportent pas les épreuves au Curling féminin aux Jeux olympiques de 2010.